# 童其瀾
童其瀾（？—？），浙江紹興人。清朝官員。
雍正十一年（1733年）癸丑科三甲進士。以部屬用。官戶部員外郎。
袁枚《子不語》載其預知死事之奇聞。。